# Jørgen S. Dich
Jørgen S. Dich, född 1901, död 1975, var en dansk nationalekonom och politisk ämbetsman, från 1950 professor i socialpolitik vid Århus universitet. Han betraktas som den danska välfärdsstatens historiker och kritiker, och såsom ämbetsman en av dem som införde välfärdssamhället.
Jørgen S. Dichs berömmelse vilar framför allt på ett verk, Den herskende klasse (1973). Före utgivningen av boken hade han varit verksam inom politiken som ämbetsman och statsvetenskaplig expert, och medverkat i sociallagstiftningens införande i Danmark under 1930-talet; i den egenskapen lät han också översätta Alva Myrdals och Gunnar Myrdals Kris i befolkningsfrågan till danska med förord av honom själv. Detta ledde till att den danska befolkningskommissionen av 1935 inrättades, där han blev sekreterare. 
Ideologiskt var han övertygad marxist: han var omslagspojke i den sovjetiska tidningen Pravda efter att ha rott till Leningrad från Köpenhamn. 1973, i Den herskende klasse, återtog han sin marxistiska ståndpunkt: Karl Marx hade, menade han, haft fel i sin ekonomiska teori. I det kapitalistiska samhället hade nämligen en härskande klass uppstått av den tjänande klassen, det vill säga offentliganställda. Problemet menade han bottna i den humanistiska filosofin, som ledde till en syn på denna klass som de som hjälpte de svaga och utsatta. De offentliganställda hade därmed, och på andra grunder, en annan förhandlingssituation, hävdade han. Systemet ansåg han missgynna arbetarklassen, och i sin samtids studentrevolter (till exempel Majrevolten) såg han den offentliga klassens reaktionära förtryck, som en strävan efter behålla de akademiska privilegierna i stället för att kräva lönesänkningar för sin egen grupp och därmed reella utjämningar.